# Żołądź prącia

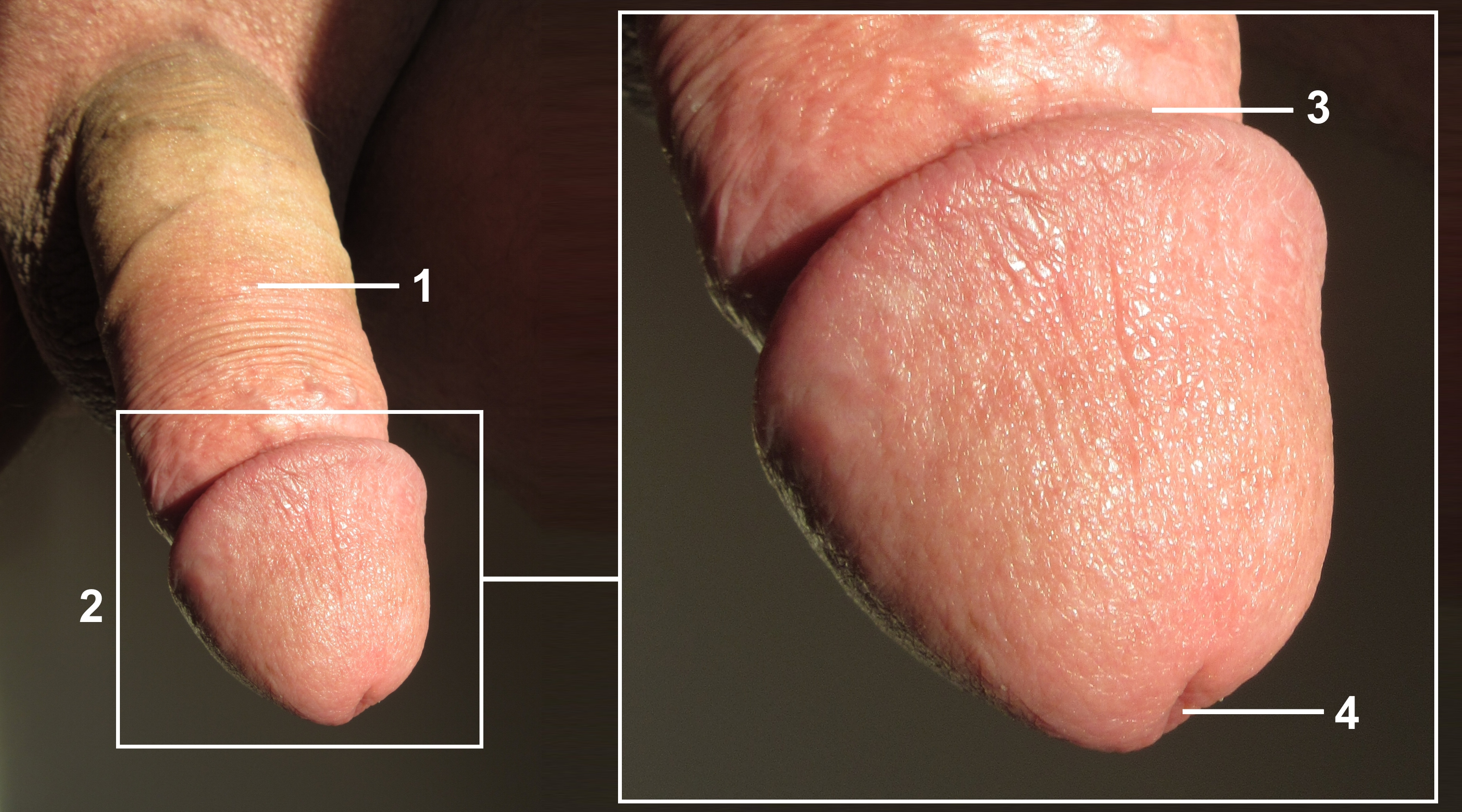
Trzon prącia(1) Żołądź(2) Korona żołędzi(3)Ujście cewki moczowej(4)

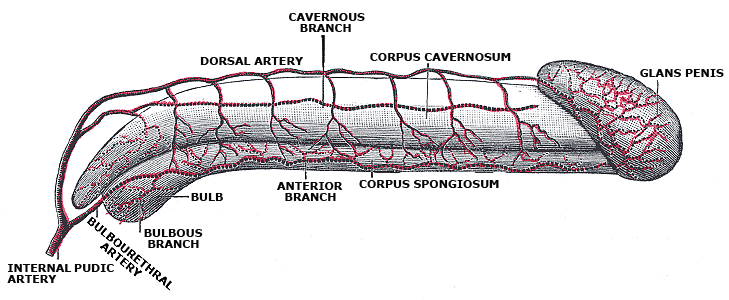

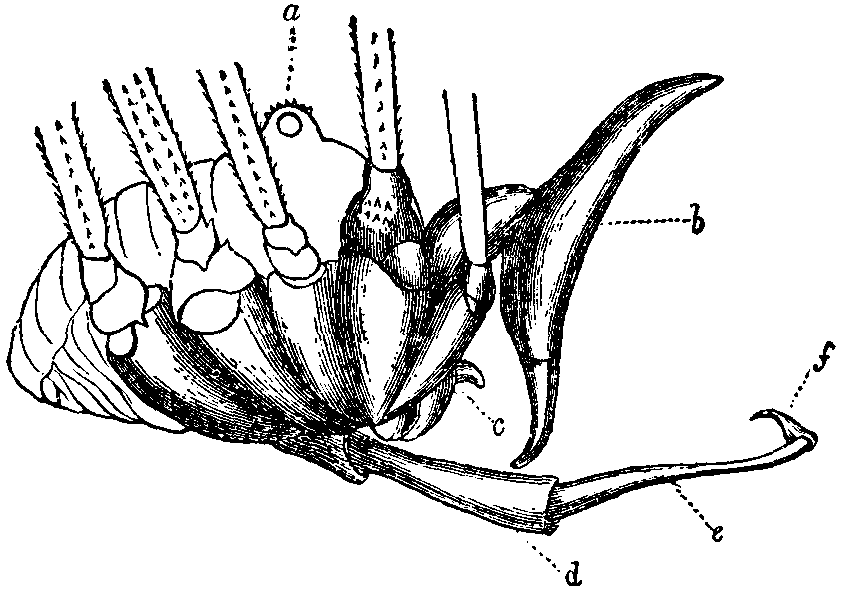
Samiec Phalangium cornutum z wysuniętym prąciem. Żołądź oznaczona f

Żołądź (łac. glans penis, dop. glandis) – zwieńczenie penisa, narządu kopulacyjnego u samców ssaków i kosarzy.

## Ssaki
U ssaków żołądź ma postać ukrwionej, bardzo wrażliwej na dotyk „główki”. Jest ona zakończeniem ciała gąbczastego przebiegającego pomiędzy dwoma ciałami jamistymi. Żołądź pokryta jest tkanką skórno-śluzówkową i jest silnie unerwiona czuciowo. W stanie spoczynku żołądź dodatkowo pokrywa ochraniający ją napletek, przy wzrastającym podnieceniu następuje ustąpienie fałdu napletka, co umożliwia stosunek płciowy.
U mężczyzn nie zawsze żołądź odsłania się sama, zależy to od długości napletka. Można go zsunąć ręcznie. W przypadku gdy nie jest to możliwe, mężczyzna posiada za ciasny napletek.

## Kosarze
U pajęczaków z rzędu kosarzy żołądź stanowi wierzchołkową część prącia. Umieszczona jest ona na trzonie (corpus penis) i zawiera stylus, na którym uchodzi przewód wytryskowy. U Palpatores (Eupnoi i Dyspnoi) żołądź może być skierowana do przodu lub zagięta do góry. Jej połączenie z trzonem może być w różnym stopniu ruchome. Dużą swobodą ruchu odznacza się np. żołądź u rodzajów Phalangium i Platybunus, podczas gdy mniejszą u Leiobunum i Sclerosoma, a bardzo małą u Ischyropsalis. Mięśnie poruszające żołędzią znajdują się w trzonie prącia.
U Laniatores żołądź jest słabiej oddzielona od trzonu niż u większości Palpatores i złożona z dwóch części: grzbietowej i brzusznej. Część grzbietowa jest bardziej miękka i zawiera część przewodu wytryskowego z jego ujściem, a po jej brzusznej stronie mogą znajdować się wyrostki. Brzuszna część ma formę wklęsłej płytki z różnymi kolcami na krawędziach; u Assamoidea obejmuje ona całą część grzbietową tak, że jej boczne krawędzie są ze sobą złączone. W podrzędzie Cyphophthalmi prącie jest odmiennie zbudowane, a żołądź słabo wyróżnialna.